# Nemeritis scaposa
Nemeritis scaposa är en stekelart som beskrevs av Horstmann 1975. Nemeritis scaposa ingår i släktet Nemeritis och familjen brokparasitsteklar. Arten är reproducerande i Sverige. Inga underarter finns listade i Catalogue of Life.